# Stade Armand Melis
Le stade Armand Melis (ou Armand Melisstadion) est un stade situé à Dessel, en Belgique. Il a une capacité de 4 284 spectateurs.

## Histoire
Inauguré en 2011, le stade a été ouvert au public en 2012.

## Utilisation
D'une capacité de 4 284 spectateurs, le stade accueille les matches du club de football du KFC Dessel Sport qui évolue lors de la saison 2024-2025, en Nationale 1, qui constitue le troisième niveau du football en Belgique.